# ولی اسپرینگز (داکوتای جنوبی)
ولی اسپرینگز(به انگلیسی: Valley Springs) شهری در ایالت داکوتای جنوبی کشور ایالات متحده آمریکا است که جمعیت آن در سرشماری سال ۲۰۱۰ میلادی، ۷۵۹ نفر بوده‌است.